# Always (Sum 41)
Always è un singolo dei Sum 41, pubblicato nella loro prima compilation 8 Years of Blood, Sake and Tears: The Best of Sum 41 2000-2008. È l'unica canzone nuova presente nell'album, pubblicata come singolo il 9 dicembre 2008 esclusivamente per il mercato giapponese.
Anche se l'album è stato messo in commercio il 26 novembre 2008, il brano è stato reso disponibile al pubblico per l'ascolto gratuito sul sito della Universal Japan l'11 novembre 2008.

## Formazione
- Deryck Whibley - voce, chitarra, piano
- Jason McCaslin - basso, voce secondaria
- Steve Jocz - batteria, percussioni